# Länsväg 170
De Zweedse weg 170 (Zweeds: Länsväg 170) is een provinciale weg in de provincie Västra Götalands län in Zweden en is circa 4 kilometer lang. De weg loopt vanaf de doorgaande weg naar het industrieterrein.

## Plaatsen langs de weg
- Stenungsund

## Knooppunten
- Europese weg 6 (begin)